# 太魯閣戰爭
太魯閣戰爭，又稱太魯閣事件或太魯閣戰役，大日本帝國稱之為太魯閣討伐（日语：／），太魯閣族亦稱作抗日戰爭，是1914年5月17日至8月28日之間，大日本帝國與臺灣太魯閣族之間爆發的戰爭，亦是二十世紀臺灣本島最大的一場戰役。當時日本為徹底壓制臺灣生蕃，以建立其統治威信，並有效控制太魯閣地區龐大的自然資源，故而主動展開有計畫的軍事討伐。此事件為五年理蕃計畫中最受重視，也是最後一場戰役。
日本費時二年籌備此次戰爭，期間多次進行探勘與觀測，並描繪周詳的地圖。戰事長達三個月，動用的軍、警、人伕數量，運送補給線長度與軍需耗費，皆為五年理蕃計畫相關戰役之最。由於這項軍事行動的財源是經日本明治天皇首肯與帝國議會批准，加上佐久間左馬太以總督之尊親征，因此普遍被視作一場戰爭，也是日本征服東臺灣的歷史性戰役。

## 日方戰前準備

### 蕃地調查與理蕃道路之修築
在日本人的印象中，太魯閣族是臺灣原住民族之中最為兇猛的族群，其與日本關係宛如兩個獨立且敵對的國家，其次，太魯閣地區，尤其是內太魯閣，直到日本統治台灣的17年之後，仍然是一片空白，甚至，連素有「臺灣蕃通」之稱的「森丑之助」都沒進去過，1906年（明治39年），花蓮港支廳長警部大山十郎一行23名遭到殺害，自1910年以來，日本對太魯閣地區進行過多次蕃地及蕃情的調查，先有三次嘗試性的探勘之後，始有1913年9月至11月的「太魯閣討伐之準備探勘」，共組成合歡山、能高山、得其黎溪及愚屈、巴托蘭等四個地區的探勘隊，次年，日方又展開第五次的探勘行動，而在每次的探勘行動中，探勘隊亦負有開鑿、修築道路之使命。綜合這幾次的探勘結果後，日方遂刊行出版《太魯閣事情》一冊，並分發給太魯閣蕃地肅清準備之工作人員，先讓他們瞭解欲攻打地區的地理環境，以避免重蹈在「新城事件」發生時，因不熟悉地形而攻打失敗的覆轍。

#### 臺灣史上最大的山難
雖然日方展開了多次的探勘行動以及動員了軍警、腳伕、賽德克族「托洛庫群」，但因為太魯閣族的地域性強，加上地勢險峻及天災，使得日本方在探勘也吃了很大的苦頭。1913年3月22日因為一場寒流來襲，使得「合歡、奇萊北峰方面探險隊」一夜之間凍死或墜崖死亡者多達89人，當時測量探險隊隊長野呂寧，事後把這件事記述非常詳細，1913年3月，台灣高山還籠罩在酷寒的天氣之下，身為測量技師的野呂寧明知此時不宜上山，然而五年理蕃計畫已經到最後階段了，在「角板山戰役」、「李崠山戰役」這兩場大型的戰役後，剩下最後，也是最棘手的「太魯閣戰爭」。對於前述的戰役，無論是角板山、李棟山，早在清朝時代就已經有漢人進去採樟，其中，台灣巡撫劉銘傳更數度進攻角板山，所以，那個地方的形勢，日本能夠確實掌握，雖然劉銘傳曾發動太魯閣戰役，然而太魯閣地區卻是一片空白，可以說是軍事上的黑暗地帶，在戰爭開始之前，如果沒有確實的地理資料，可以想見，日軍將陷入盲目作戰，因此儘管時機不宜，野呂寧還是得硬著頭皮上山。

### 太魯閣蕃及其他一般蕃情調查
太魯閣蕃及其附近之一般蕃情如下：
1. 太魯閣蕃（Truku）：

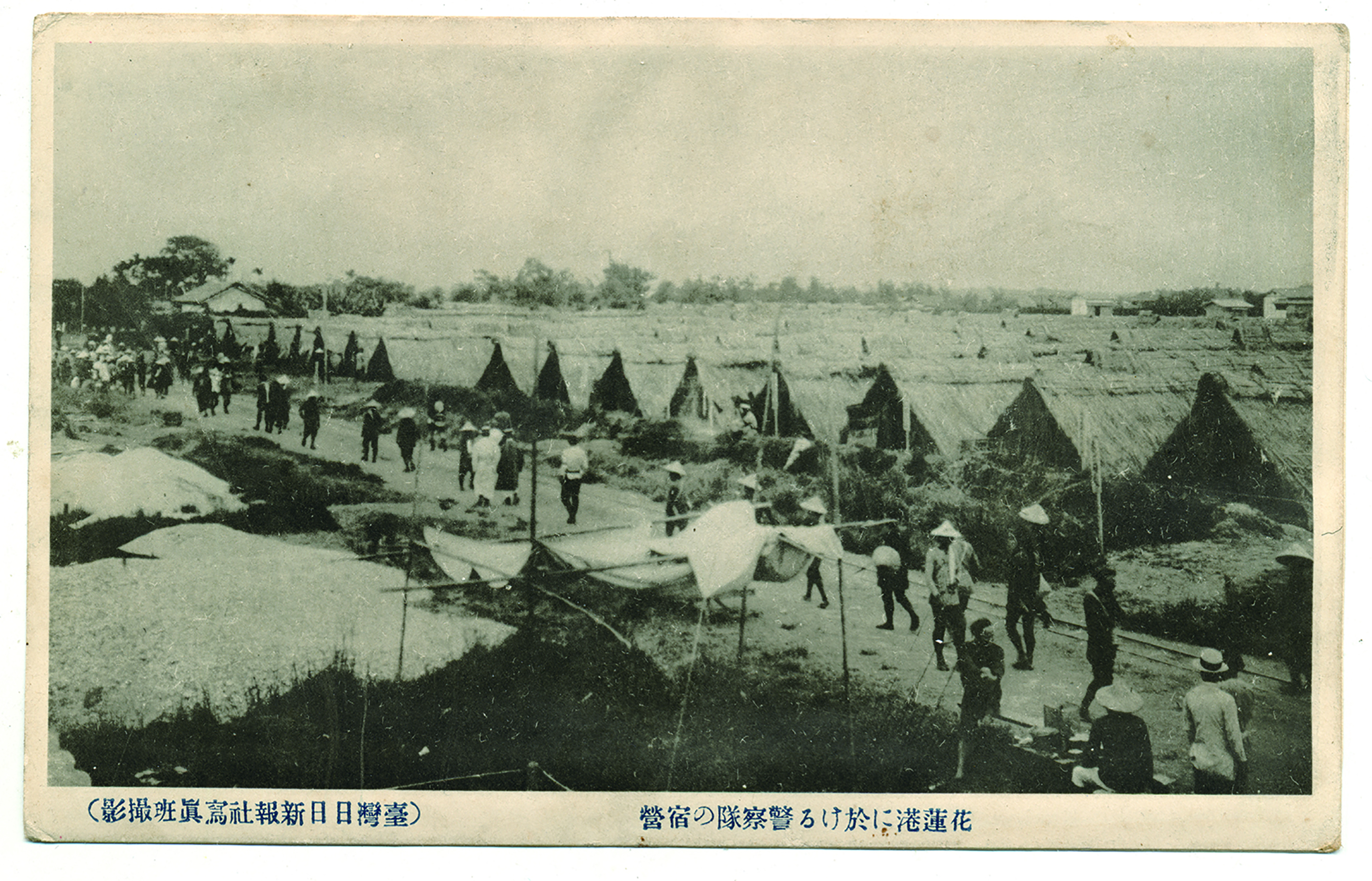
警察隊於花蓮港的營地

太魯閣蕃（內、外太魯閣蕃及巴托蘭蕃）：自恃有天險，人口、武器眾多（內太魯閣主力蕃約800人，內太魯閣深山蕃約300人，外太魯閣蕃約1,000人，巴托蘭蕃約有250人，各壯丁幾乎人人皆持有槍械），經常逞凶行暴。目前太魯閣蕃與其他蕃人（除了道澤蕃之外）均處於敵對孤立狀態。據守備隊估計，此處原住民部落的武裝有毛瑟槍、村田槍、溫徹斯特槍、火繩槍等約2,000枝，彈藥則約有5萬。
- 其他蕃人如下：

1. 道澤蕃（Tausa）
2. 七腳川蕃（Cikasuan）
3. 南澳蕃
4. 溪頭蕃-瑪瑙洋社
5. 西卡亞布、沙拉毛蕃
6. 哈庫、馬磊帕蕃
7. 萬大、霧社、托魯閣蕃

| 生蕃別               | 分布地區                     | 蕃情及敵友關係                                             |
| -------------------- | ---------------------------- | ---------------------------------------------------------- |
| 太魯閣蕃             | 太魯閣地區                   | 曾多次討伐但多失敗、人口武器多、與其他蕃人敵對             |
| 道澤蕃               | 位於內太魯閣與南澳蕃之間     | 企圖對我軍反抗，但其人口及槍械為數不多。                   |
| 七腳川蕃             | 木瓜溪隘路口鯉魚山西南方地區 | 未歸順，人力武器不多、勢力微弱，與太魯閣蕃敵對。           |
| 南澳蕃               | 南澳                         | 有歸順之意、但人口及武器多、頻頻出草、和太魯閣蕃敵對。     |
| 溪頭蕃馬瑙洋社       | （未書明）                   | 去下遭討伐、流竄薄布魯及西那庫可庫溪谷、與太魯閣蕃敵對。   |
| 西卡亞布、沙拉毛蕃   | （未書名）                   | 去下遭討伐、大部分移居新竹廳、與太魯閣蕃處於締結和約狀態。 |
| 哈庫、馬磊帕蕃       | 哈庫（未書名）               | 去下遭討伐、尚稱安定，有一、兩名殘存者。                   |
| 萬大、霧社、托魯閣蕃 | 萬大、霧社                   | 對我軍示好、與太魯閣蕃處於完全敵視之狀態。                 |

。

### 完成「以隘勇線包圍太魯閣蕃」之事態
佐久間總督自接任以來，先後在北部山區降服各原住民族，並設置修築多條隘勇線，在花蓮也修築了威理隘勇線、巴托蘭隘勇線，七腳川事件發生之後，又築起七腳川隘勇線。至此，包圍太魯閣族的前置工作已完成大半，而「得其黎隘勇線」修築完成則是日方為太魯閣戰役打響的第一砲。
| 隘勇線 | 設置時間                     | 起迄地區                                                   |
| ------ | ---------------------------- | ---------------------------------------------------------- |
| 威里   | 1907年5月16日                | 南自沙巴督溪（砂婆礑溪右岸），北至遮埔頭（今北埔）海岸間。 |
| 巴托蘭 | 1908年5月                    | 自達莫南（今文蘭）至牟義路（今榕樹）。                     |
| 七腳川 | 1908年12月2日至1909年2月27日 | 北接威里隘勇線，南迄鯉魚尾庄（今壽豐）外四百公尺處。       |
| 鯉魚尾 | 1910年2月2日至1910年3月25日  | 北起七腳川隘勇線，南迄北清水溪（今鳳林）。                 |
| 得其黎 | 1914年1月2日至1914年3月9日   | 南接威里隘勇線，北迄得其黎溪（今立霧）溪口。               |

### 戰前建設
大正2年（1913年）9月起，日本舉行太魯閣討伐之準備探勘，由佐久間左馬太組織三隊探勘隊進入太魯閣地區，包括能高山、合歡山、得其黎、姑姑子、巴托蘭等地，同時也做了有計畫的建設與部屬，像是架設電信設備、在新城至花蓮之間設輕便車以載運軍火，而且為了替將來搶救傷患作準備，也設置了臨時病院及救護班。

### 軍警幹部及武力編成

#### 軍隊編成
太魯閣族因地形艱難、地區遼闊，且壯丁、槍枝、彈藥甚多，日方領臺後，基於雖曾多次進行膺懲但終歸失敗的歷史考量，除警察隊之外尚須軍隊參加，互相協力，以最快速的行動給予最大的打擊。確信此一禍根必能根絕，故有此次出動軍隊之舉。軍隊之兵力、編組以及指揮系統如下：
- 【討伐軍司令部】司令官：佐久間左馬太總督
- 【第一守備隊司令部】司令官：平岡茂少將
- 【第二守備隊司令部】司令官：萩野末吉少將

| 第二守備隊司令部司令官 | 萩野末吉少將                                                                             |
| 參與人員               | 步兵第一連隊第一大隊：第一、第二中隊、機關槍隊統小隊                                     |
| 參與人員               | 步兵第二聯隊：本部、第一、第二、第三大隊、機關槍隊、第二乃至第九中隊、第十一、十二中隊。 |
| 武力方面               | 山砲兵第二中隊（山砲四門） 基隆臼砲中隊（九公分口徑臼砲四門）                            |
| 後勤                   | 第一衛生隊、第一作業隊、第一電話隊、電信隊                                               |

第二守備隊的司令官是萩野末吉少將，而名單上沒有第一守備隊的司令官，是因為，身為總司令官的佐久間左馬太，私底下想要兼任第一守備隊的司令官，又不願意把自己的名字與萩野末吉少將並列，所以出現了守備隊司令官出缺的怪事:114。
【步兵第一聯隊】
| 聯隊長   | 鈴木秀五郎大佐                                                                       |
| 參與人員 | 步兵第一聯隊本部：第五、第六中隊、第三大隊本部、第九、第十一、十二中隊、機關槍統小隊 |
| 武力方面 | 澎湖島臼砲小隊（九公分口徑臼砲二門）                                                 |
| 後勤     | 第二衛生隊、第二作業隊、第二電話隊、各地倉庫員                                       |

【步兵第二聯隊】
| 聯隊長   | 阿久津秀夫大佐                                                                       |
| 參與人員 | 步兵第一聯隊本部：第五、第六中隊、第三大隊本部、第九、第十一、十二中隊、機關槍統小隊 |
| 武力方面 | 澎湖島臼砲小隊（九公分口徑臼砲二門）                                                 |
| 後勤     | 第二衛生隊、第二作業隊、第二電話隊、各地倉庫員                                       |

#### 警察隊編成
警察討伐隊主要分成「得其黎方面討伐隊」和「巴托蘭方面討伐隊」，兩隊從東往西討伐，總計動用十四部隊（槍枝數量約兩千八百），各種火炮三十一門，機關槍八挺。其編組和兵力概要如下:75：
| 警察討伐隊總指揮官           | 民政長官：內田嘉吉                                           |
| 警察討伐隊副總指揮官         | 警視總長：龜山理平太                                         |
| 得其黎方面討伐隊             | 隊長：永田綱明警視                                           |
| 得其黎方面討伐隊             | 參與人員：八部隊（一部隊的槍數約二百，計約千六百）           |
| 得其黎方面討伐隊             | 武力方面：各種火炮二十二門，機關槍六挺                       |
| 巴托蘭方面討伐隊             | 隊長：松山隆治警視                                           |
| 巴托蘭方面討伐隊             | 參與人員：四部隊（槍枝約八百）                               |
| 巴托蘭方面討伐隊             | 武力方面：各種火炮九門，機關槍二挺                           |
| 預備隊                       | 參與人員：二部隊（槍枝數量約四百）                           |
| 總計警察討伐隊動用人力及武器 | 十四部隊（槍枝數量約二千八百）、各種火炮三十一門、機關槍八挺 |

「得其黎方面討伐隊」更配合軍艦在花蓮沿海進行炮擊轟炸來攻打外太魯閣各社。

#### 味方蕃
日本方也徵召了賽德克族「托洛庫群」與「道澤群」共約400人，擔任最前線的尖兵:122。

#### 腳伕
迢迢長途的運送，需要非常大量的腳伕，初步估計陸軍方面需要6,800人，警察方面則是需要6,000人。腳伕的來源，由總督府警察本署保安課，向全台灣各州廳要求分派。其中，西部腳伕隊由新竹、台中、南投、嘉義、台南各州廳保甲負責招募；東部腳伕隊則由台北、桃園、宜蘭、花蓮、台東、阿猴徵募。
由於運送路程的長度和困難，需求的腳伕最多時曾達到17,600人，加上許多腳伕死亡或是逃亡，在作戰期間，警察本署還數度向各州廳保甲課要求在派更多的腳伕上戰場。以上各路人馬加起來，總共將近3萬人，分別從霧社、立霧溪口和木瓜溪口進入戰場，攻打壯丁總數只有約2000-3000壯丁的太魯閣族，人數根本不成比例:117。

## 太魯閣族方面
太魯閣族具戰鬥能力的戰士約總計有3000人，卻沒有經歷完善的軍事訓練，也沒有擁有現代化武器，而且太魯閣族並沒有為此戰役進行備戰，因為太魯閣族人並不知情此戰役的爆發。
在近三個月的密集戰鬥中，太魯閣族人以絕對的弱勢做出最大的反抗與犧牲，換取在場戰上微弱的勝利機會，他們用有限的槍彈、人力與物力做出最好的發揮，雖僅靠傳統打獵法、設陷阱、墜石塊、擅用要塞、地形、地物、偽裝掩飾、夜間行動、埋伏、游擊、突襲、迂迴等等戰術，卻往往能給予日軍一番痛擊，並造成敵軍傷亡無數:119。

## 行動經過

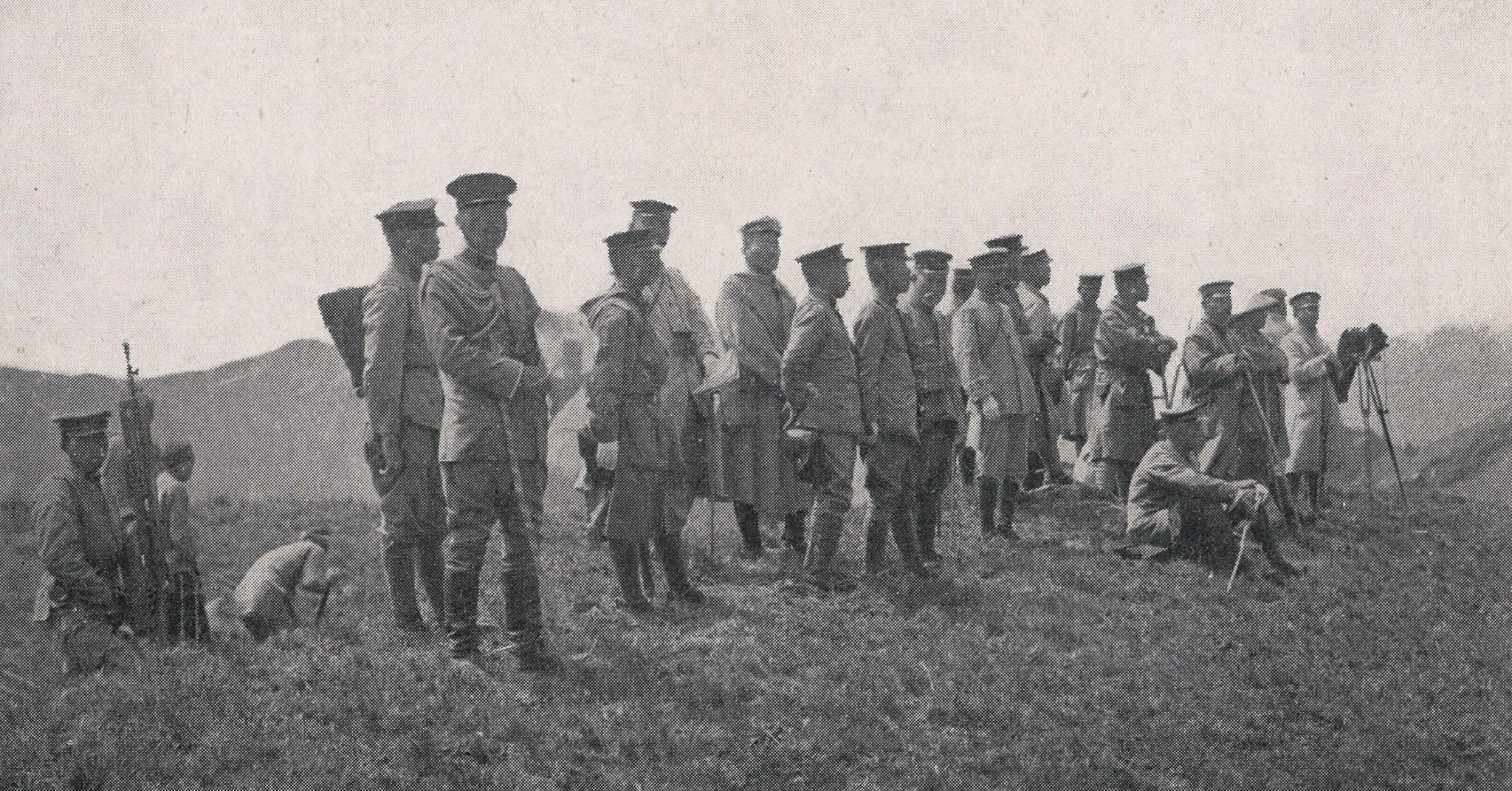
5月27日，在北合歡山視察的日軍高階將領

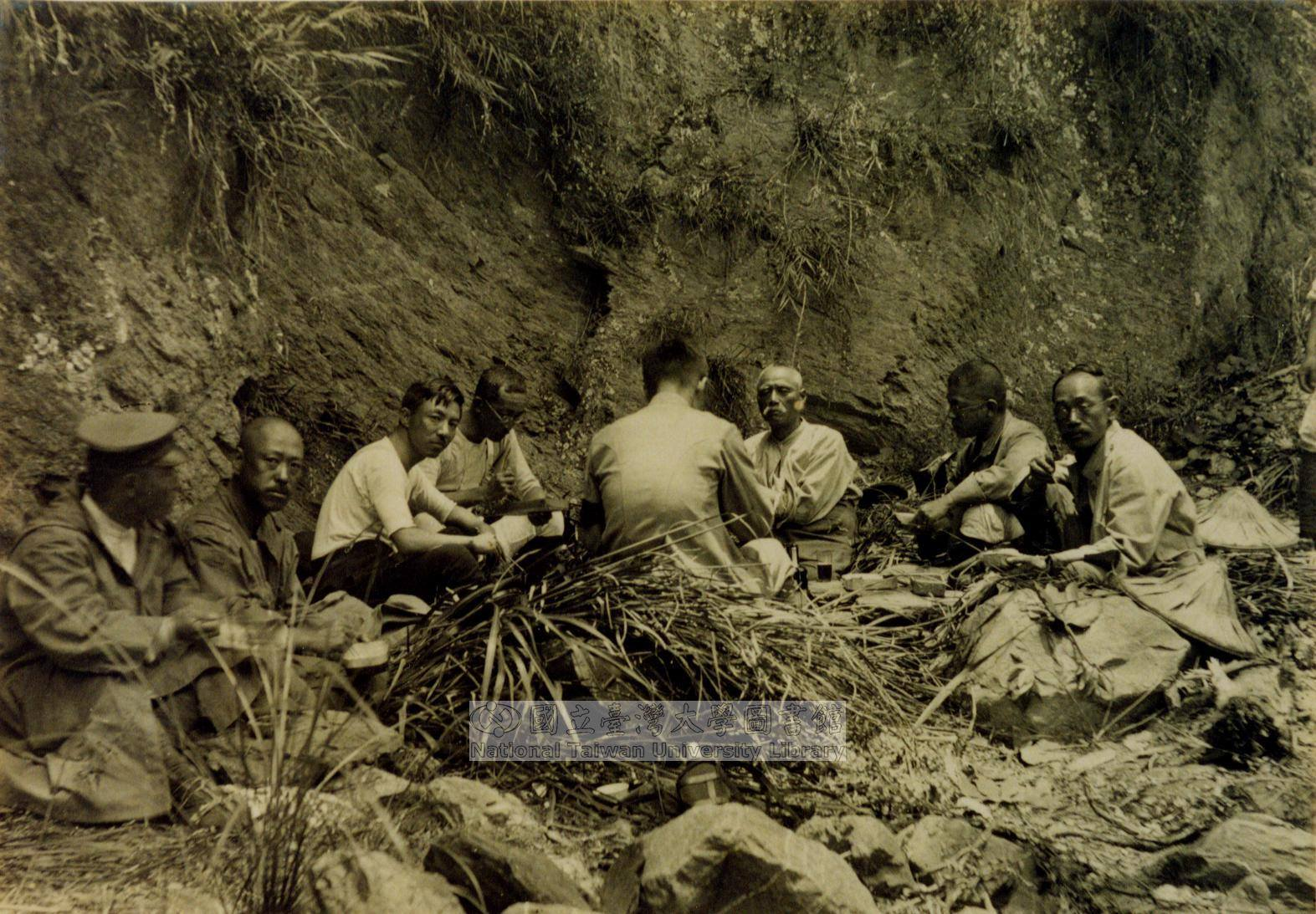
於關原視察運補路線的佐久間左馬太總督（中間白髮老者）

臺灣總督府為了準備進攻太魯閣族的軍事行動，持續構築封鎖太魯閣族的隘勇線，1913年起組織太魯閣討伐探勘隊，進行開鑿道路、架設電信設備、敷設輕便車以備軍火運輸，設臨時病院與救護班。大正3年（1914年）2月20日，花蓮港警察前進部隊進入太魯閣，在得其黎溪畔興建分遣所、隘寮、與鐵條網等。1914年4月29日，太魯閣蕃討伐軍警察隊設司令部於新城北埔，1914年5月14日，臺灣總督佐久間左馬太自任討伐軍司令官，設太魯閣蕃討伐軍陸軍部隊司令部於南投埔里。5月17日，下令討伐行動開始。
戰事自1914年5月30日發起，第一連隊衝入巴托蘭社，襲擊耕作中的原住民，在機關槍、山砲隊的掩護射擊下，燒毀巴托蘭社，並焚燬作物，進行焦土作戰。
1914年5月31日，警察部隊由民政長官內田嘉吉及警視總長龜山理平太率領，由得其黎、三棧溪、木瓜溪方面進攻；陸軍部隊由佐久間總督親自率領，由合歡山、奇萊主山進攻。此行動中共動員軍警6235人，加上雜役工人總計達11075人，已超越才僅9千餘人之原住民部落總人口數，其中有能力作戰之男子也僅三千人左右。
同年6月14日，三路進兵的日軍步兵協同砲兵，入侵太魯閣最大族社古白楊社。在猛烈的激戰後終於攻陷了太魯閣的第一大社。太魯閣族人倉皇奔逃後，留下廢棄的耕地與家當，進入社中的軍隊開始火焚屋舍。6月21日，軍隊的砲兵合圍於現今天祥後方山嶺的太魯閣族。6月29日荻野所率領的陸軍部隊，與永田所率領的警察部隊會合，以破竹之勢進攻。
1914年7月3日，太魯閣蕃總頭目哈鹿閣那威也率族人繳械歸順，由警察隊田凡部隊與陸軍平岡少將所率部隊協助搜取槍枝。但仍然追擊逃向南澳及道賽方面的太魯閣族人壯丁，展開第二次作戰，松山部隊對付道賽方面的太魯閣族壯丁，而永田對付南澳方面的太魯閣族。7月19日日軍宣佈完成任務，並於8月10日在西拉奧卡夫尼之軍司令部舉行太魯閣族人歸順式，8月13日，撤除太魯閣蕃討伐軍司令部。
此戰役中日本警察隊死傷138名，軍隊死傷226名，太魯閣族傷亡人數未見於紀錄。。歷時兩個月之戰事告終，8月28日臺灣總督府在臺灣神社舉行蕃地平定奉告祭，宣告這次勝利。
其間1914年6月26日佐久間左馬太於戰線視察中，自斷崖墜落而負傷後送救治，於隔年1915年（大正4年）8月5日過世。

## 太魯閣戰爭期間之戰役
除一般戰事外，有記載的戰役如下:128-129：

### 沙卡亨戰役
5月30日時，第一守備隊奇萊北峰線之日軍，經過沙卡亨社北側，遭遇太魯閣戰士的攻擊，雙方互有傷亡。6月3、4日日軍強行攻打沙卡亨社，結果日軍3名陣亡，重傷2名、輕傷5名。
6月6日當地抗日英雄西巴·瓦蛋襲擊日軍搜索隊伍，日軍緊急徵調附近軍隊，雙方激戰多時，結果日軍與腳伕各有3人陣亡，1名中尉、9名士兵受傷。11日，沙卡亨戰役始告平息，日軍攻佔當地部落後便採取放火燒燬房舍及穀倉等手段以為報復。

### 卡拉寶戰役
6月5日，第二守備隊屏風山線深水大隊之日軍，有一小隊到卡拉寶社東南方溪谷搜索時，遭到卡拉寶壯丁埋伏襲擊，日軍有1人陣亡、3人受傷。7日，日軍以機槍掃射猛攻之外，該社社眾隨即進入山中隱匿。雙方激戰多日後，日軍一小隊自隊長室島少尉以下，悉數被太魯閣人殲滅，於是該山頭在被日軍攻克後，也因此被命名為室島山，並有立碑紀念殉難的室島少尉及同行官兵。

### 西拉歐卡候尼戰役
6月12日凌晨4時許，屏風山線深水大隊與塔次基里溪線隊伍聯合突擊西拉歐卡候尼社，該場戰役日軍共遭遇到六、七十名太魯閣戰士以其傳統戰術頑強抵抗。然而在日軍猛烈的攻擊下，太魯閣人不敵武器裝備優良的日軍，黯然離開居住地，並撤退至該社東北方一公里處據險扼守，以抵抗日軍從立霧溪下游的推進戰略，但是最後仍被日軍以山砲與機槍攻克。此役日軍共1名少尉與3名士兵陣亡，1名中尉、1名下士與4名士兵受傷。

### 古白楊戰役
在「西拉歐卡候尼戰役」後，還發生了「古白楊戰役」：古白楊社頭目為內太魯閣戰團之首領，6月13、14日曾與日軍發生激戰，在日軍強大火力的攻擊下，太魯閣人的抵抗終告結束。

## 結果與影響

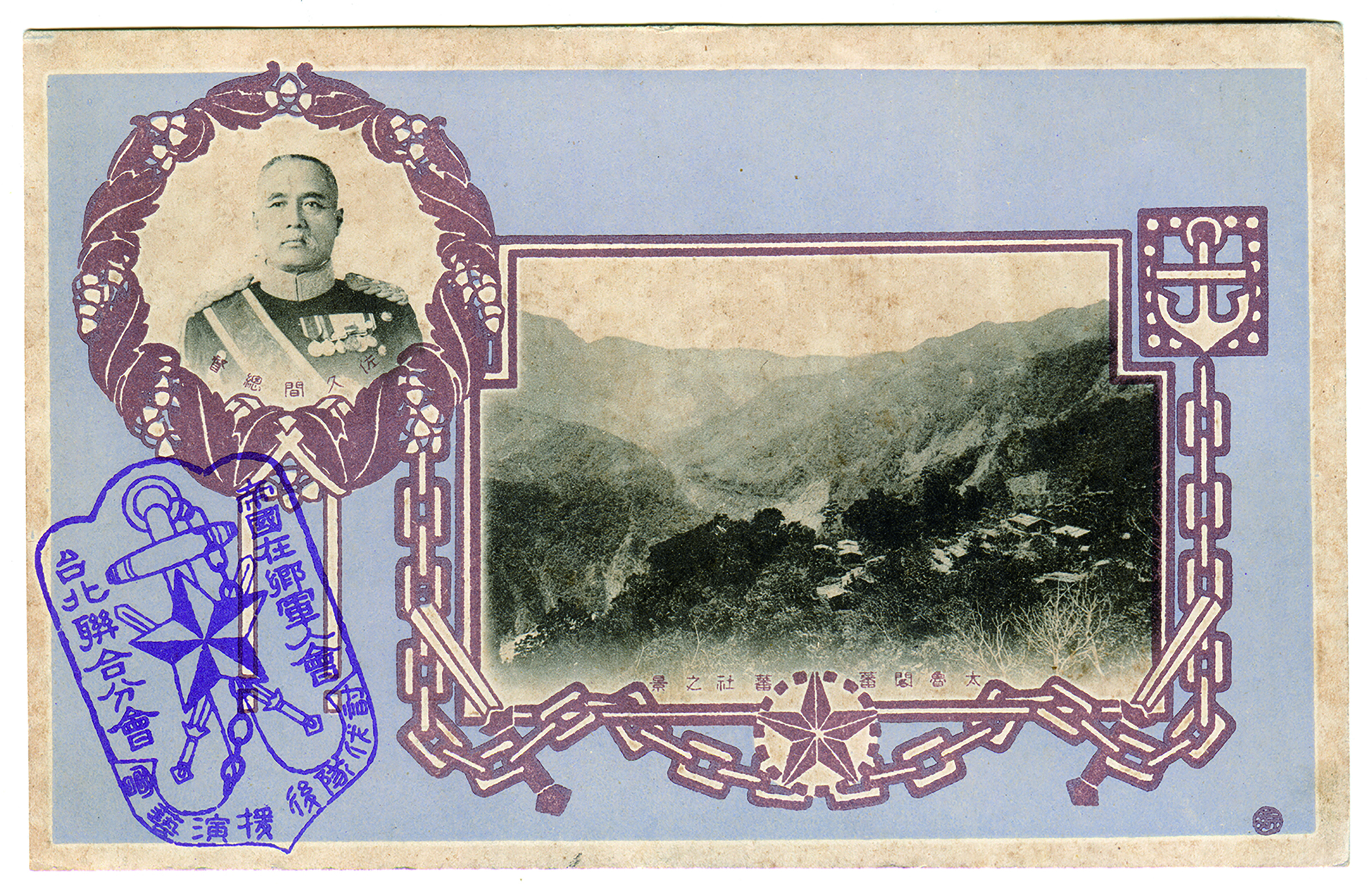
台灣日日新報為紀念太魯閣戰役與佐久間總督所做之明信片

戰事結束後，進行橋梁、道路及警察駐在所之整備，槍械沒收和逃亡原住民族人之招撫等，並於花蓮港廳下設置新城支廳、內太魯閣支廳，於海鼠山屯駐一步兵中隊，警備力量進一步深入山地，對山地原住民部落徹底控制。 僅存之太魯閣族人被集體移住平地，然後打散移居到各處，另外有部份族人被遷居至漢人居住區域。在遷居時，與當地族群採取混居政策，來破壞太魯閣族部落的社會結構及傳統文化。並於各駐在所設立蕃童教育所，進行日本化教育。 鼓勵發展定耕農業，設置蠶業指導所、苧麻指導所、菸草耕作指導所及農業講習所等，翻轉太魯閣族傳統經濟生活。

## 相關作品
- 《樂土》，朱和之著，台灣，聯經出版，2016年12月。

## 外部連結
- 《佐久間左馬太總督的「蕃地」巡視與「討蕃」行動》中研院臺灣史研究所檔案館